# Ahmet Bilek
Ahmet Bilek (Kula, 15 marzo 1932 – 5 ottobre 1971) è stato un lottatore turco, specializzato nella lotta libera.

## Palmarès
- Giochi olimpici

Roma 1960: oro nei pesi mosca.
- Mondiali

Napoli 1953: argento nei pesi mosca.
Teheran 1959: argento nei pesi mosca.
- Giochi del Mediterraneo

Barcellona 1955: oro nei pesi mosca.
- Balcanici

Burgas 1960: argento nei pesi mosca.